# مامان، من می‌ترسم!
مامان، من می‌ترسم! (انگلیسی: Mommy, I'm Scared) فیلمی در ژانر کمدی است که در سال ۲۰۰۴ منتشر شد. از بازیگران آن می‌توان به شنای گونلر اشاره کرد.